# Veveří (část Brna)
Veveří je městská čtvrť severně od centra statutárního města Brna. Její katastrální území má rozlohu 1,98 km². Území pozdějšího Veveří bylo k Brnu připojeno v roce 1850. Veveří je od 24. listopadu 1990 součástí samosprávné městské části Brno-střed. Žije zde přes 20 000 obyvatel.

## Charakteristika čtvrtě
Čtvrť sousedí přímo s historickým jádrem Brna a proto má výrazně městský charakter s několika dopravně vysoce vytíženými ulicemi. Zástavbu čtvrtě tvoří mnohapatrové z velké části historické domy a řada reprezentativních domů, jako například honosné secesní nájemní domy na Konečného náměstí, jimž dominuje domovní blok Tivoli na nároží Konečného náměstí a Jiráskovy ulice. Dominantou celé čtvrti jsou tzv. „Brněnská Trojčata“ na Šumavské ulici. Do katastrálního území patří mimo jiné i Kraví hora, na níž je Hvězdárna a planetárium Brno.

## Obyvatelstvo
| 1961   | 1970   | 1980   | 1991   | 2001   | 2011   | 2021   |
| ------ | ------ | ------ | ------ | ------ | ------ | ------ |
| 54 453 | 35 146 | 28 707 | 25 045 | 22 366 | 19 322 | 20 467 |

## Významné třídy a náměstí
Středem Veveří prochází třída Veveří, po níž získala čtvrť název. Druhou nejvýznamnější třídou je ulice Kounicova, kterou lemují významné městské budovy (střední i vysoké školy, areál Sokola, pošta, hotely, finanční ústavy apod.). Dále je významnou třídou na hranici s Černým Polem Lidická a s Ponavou Štefánikova. Dopravní uzly Konečného náměstí a Pionýrská spojuje ulice Kotlářská. Dalšími významnými ulicemi jsou např. Úvoz nebo Údolní. Mezi významná náměstí patří Obilní trh, Janáčkovo náměstí či Konečného náměstí.

## Významné stavby
Ve čtvrti se na ulicích Veveří a Šumavská nachází také několik budov Vysokého učení technického v Brně, z nichž 60metrové výškové budovy Kancelářského komplexu Šumavská tvoří takřka dominantu čtvrti. V sousední Akademické ulici se nachází budova právnické fakulty Masarykovy univerzity a na ulici Kounicova Univerzita obrany, Ústav operačně taktických studií a Moravská zemská knihovna. Na samé jižní hranici čtvrti se nachází na Žerotínově náměstí reprezentativní budova Nového zemského domu, v níž dnes sídlí krajský úřad Jihomoravského kraje. Dalšími významnými stavbami je hvězdárna a planetárium na vrchu Kraví hora, na němž se nachází mimo jiné i koupaliště. Na Obilním trhu se nachází porodnice Fakultní nemocnice Brno.

## Historie

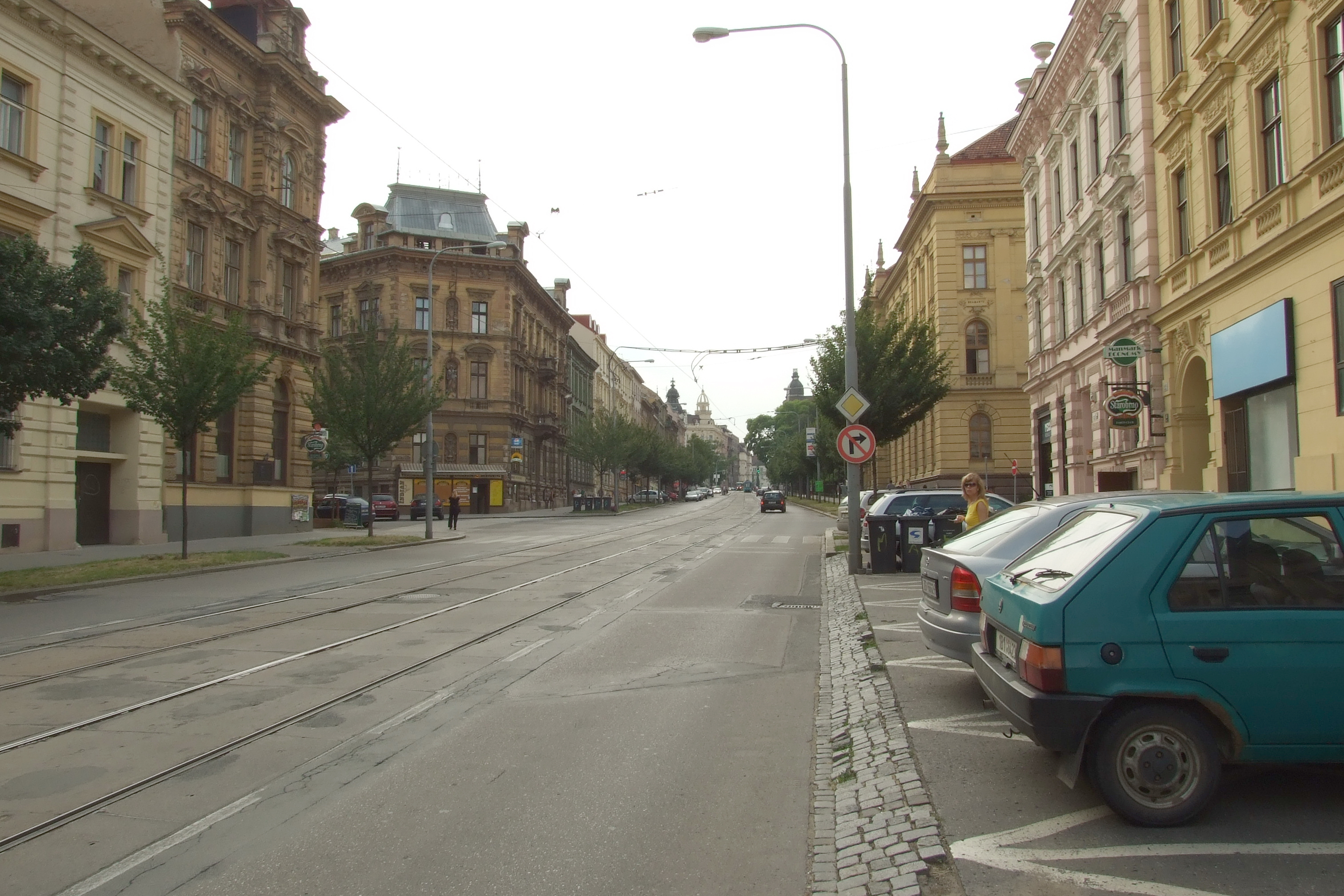
Veveří - střední část ulice Veveří. Pohled směrem ke Konečného náměstí

Většina území dnešní čtvrti Veveří bylo připojeno k Brnu 6. července 1850 jako součást tehdejších katastrálních území Křížová, Velká Nová Ulice, Švábka a Malá Nová Ulice; menší část území na severu byla získána od Žabovřesk až okolo roku 1870. Zástavba dnešní čtvrti vznikala postupně, a to hlavně během třetí třetiny 19. století, nicméně nejstarší zástavba ulic Lidické a Údolní vznikla již během středověku a zástavba nejjižnější části ulice Veveří v 17. a 18. století. Nejjižnější část moderního katastru Veveří v oblasti dnešní Údolní ulice původně tvořila severní část katastrálního území bývalé vesnice Švábka, několik bloků na obou stranách nejjižnější části dnešní Veveří ulice zase patřilo do katastrálního území Malá Nová Ulice, zbytek čtvrti byl hranicí probíhající Veveří ulicí rozdělen mezi katastrální území Křížová (jehož součástí se staly i původně žabovřeské pozemky, připojené okolo roku 1870) a Velká Nová Ulice. Na přelomu 30. a 40. let 20. století pak byla celá zástavba katastrálního území Malá Nová Ulice spolu s úzkým k němu severněji přiléhajícím pruhem zástavby, celým katastrálním územím Švábská (nepatrně přejmenované katastrální území Švábky), a částí katastrálního území Křížová vymezenou na severu dnešní ulicí Gorkého a na západě ulicí Úvoz, připojeno ke katastrálnímu území Špilberk.
V roce 1949 začala v sousedství Masarykovy čtvrtě na nejvyšším bodě Kraví hory stavba dvou pozorovatelen, z nichž jednu dodnes využívá Hvězdárna a planetárium Brno, zatímco druhou univerzita, k nimž se záhy připojila i menší budova planetária (1959) a celá instituce dostala r. 1973 na počest 500. výročí narození Mikuláše Koperníka jméno Hvězdárna a planetárium Mikuláše Koperníka v Brně. V polovině 80. let byl položen základní kámen k nové budově planetária (dokončeno 1991) s kupolí o průměru 17,5 m, kam se přestěhovalo těžiště konání nejen vzdělávacích, ale i rozličných kulturních a výstavních akcí. Na straně blíže k městu bylo r. 1975 dokončen svažitý Areál zdraví TJ Moravská Slávia (projekt M. Kramoliš) se saunou, bazénem a slunečními loukami s nezaměnitelnými výhledy na Brno. V průběhu času došlo i na zamýšlené dobudování areálu: další bazén a „oprášená“ myšlenka krytého bazénu. Pod areálem bylo zřízeno Středisko pro pěstování léčivých rostlin při UJEP.
Jako samostatné katastrální území vzniklo Veveří při radikální druhé katastrální reformě Brna koncem 60. let. 20. století. 1. července 1979 pak k němu byly připojeny také západní části katastrálních území Lužánky a Ponava, pro změnu ztratilo ve prospěch Ponavy bloky mezi ulicemi Kounicovou a Klatovskou. Od svého vzniku až do roku 1990 náleželo celé moderní katastrální území Veveří včetně k němu později připojených částí katastrálních území Lužánky a Ponava k Městskému obvodu Brno II. Od 24. listopadu 1990 je celé katastrální území Veveří součástí samosprávné městské části Brno-střed.

## Rodáci
- Ladislav Pešek[6]

## Galerie

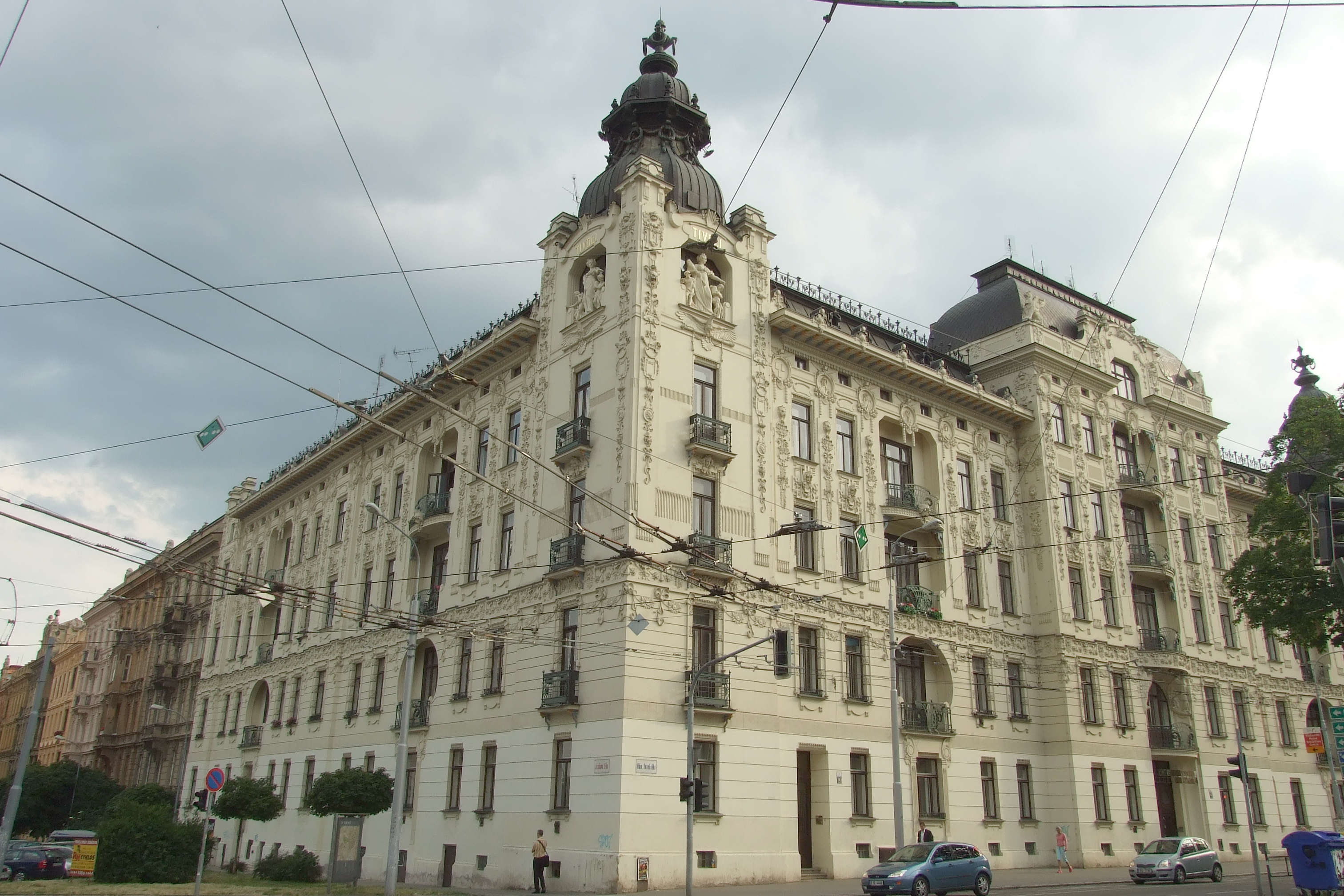
Honosný secesní blok nájemních domů Tivoli
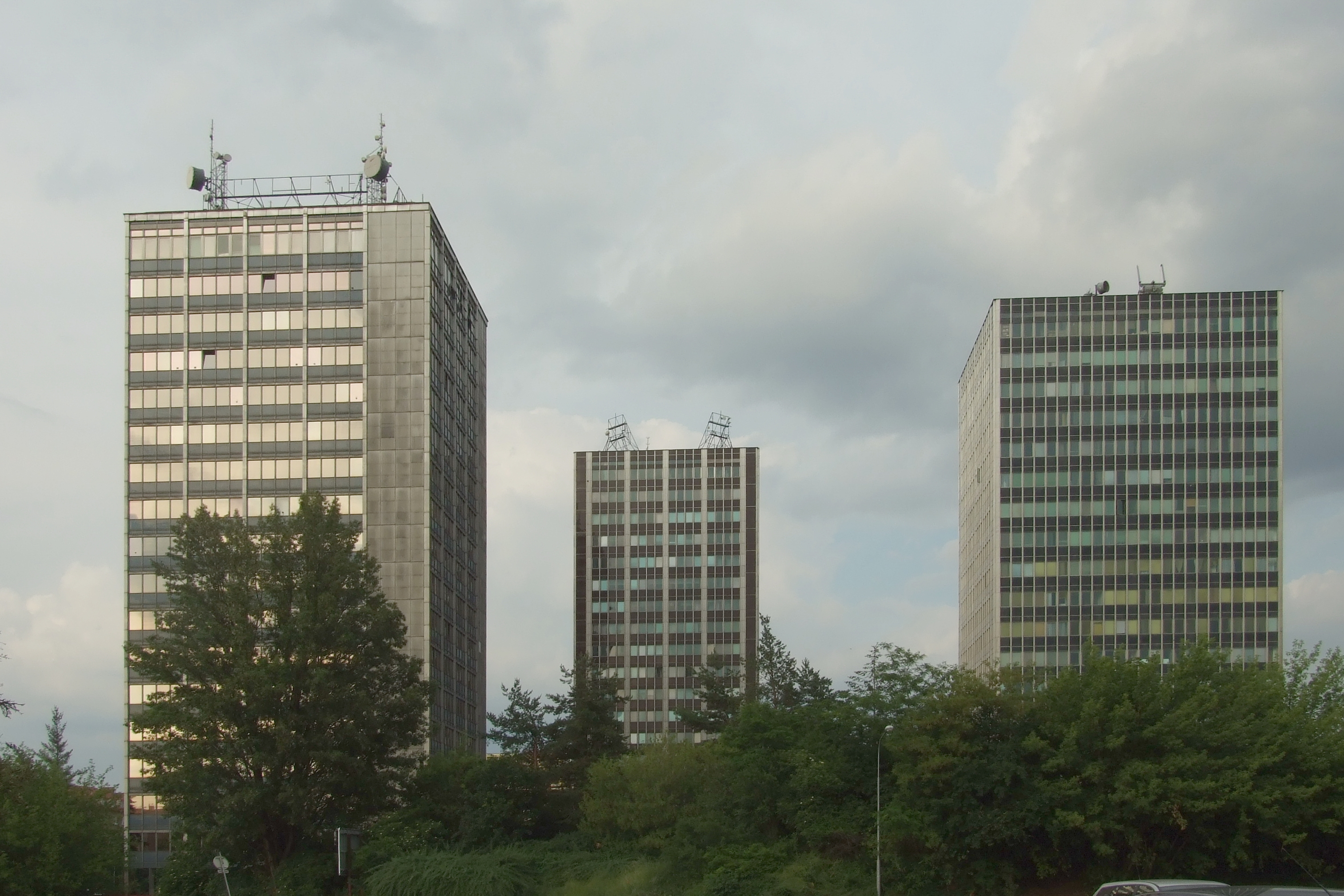
Kancelářský komplex Šumavská od západu
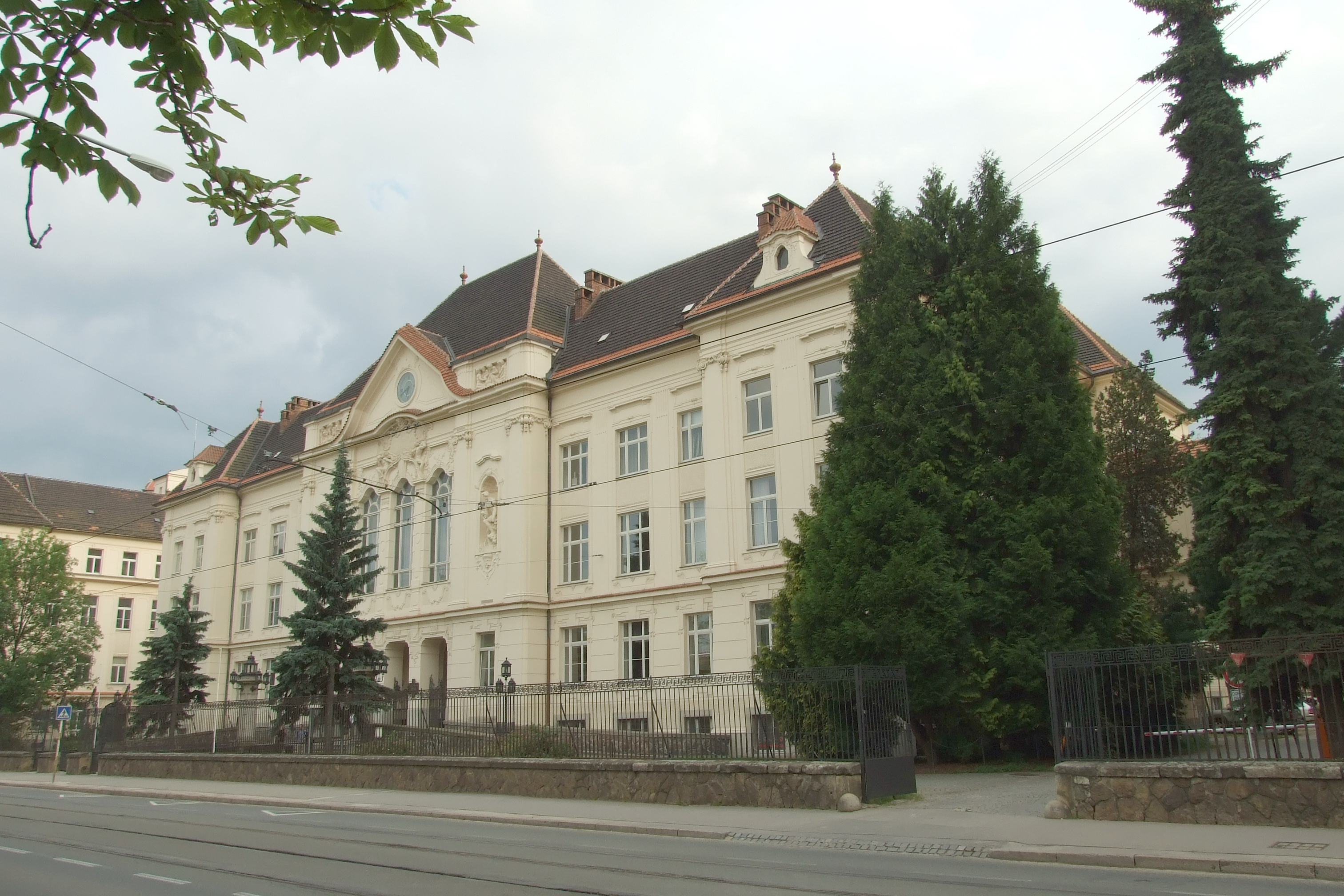
Fakulta stavební Vysokého učení technického v Brně
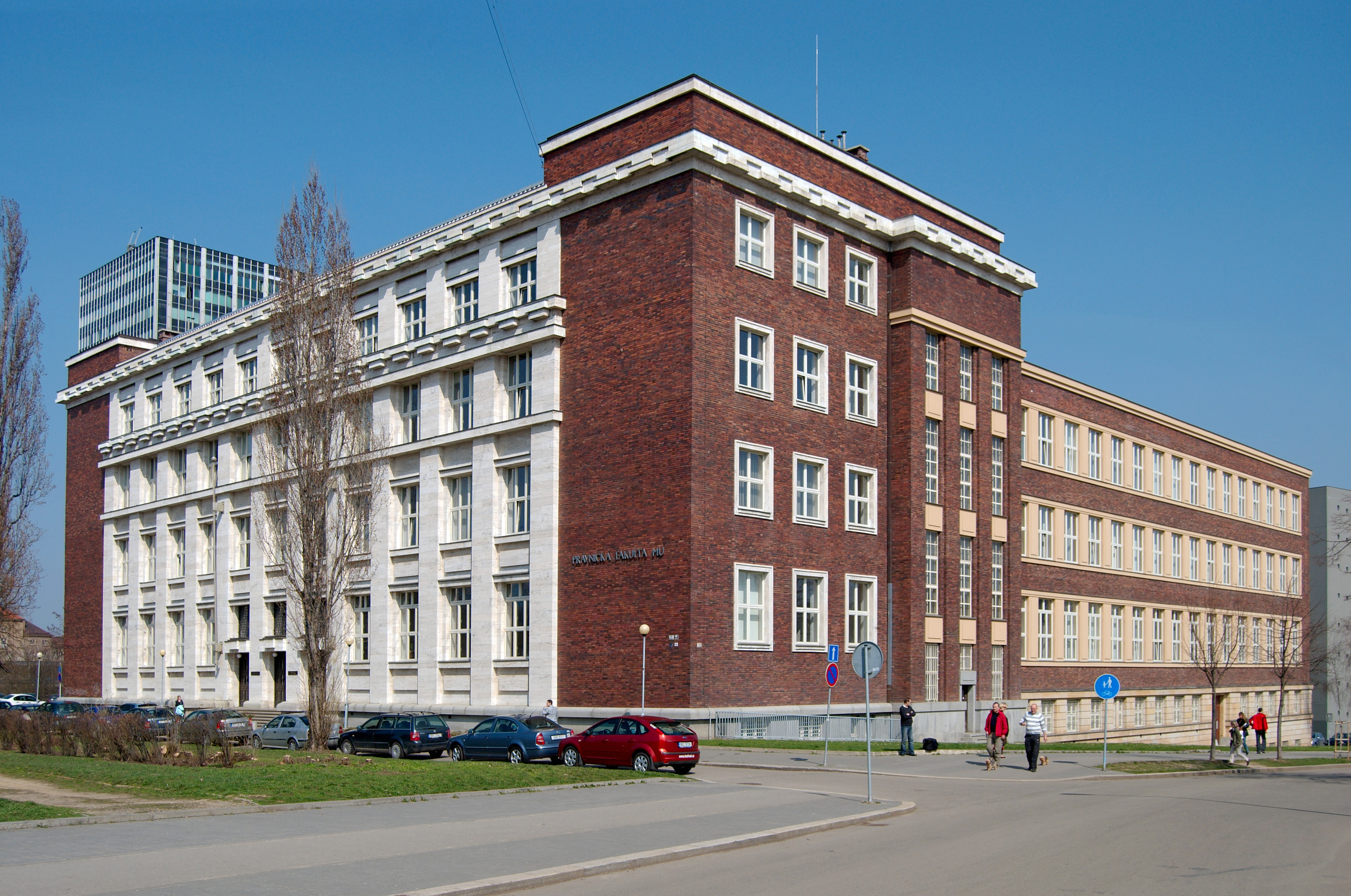
Právnická fakulta Masarykovy univerzity